# Zutphen

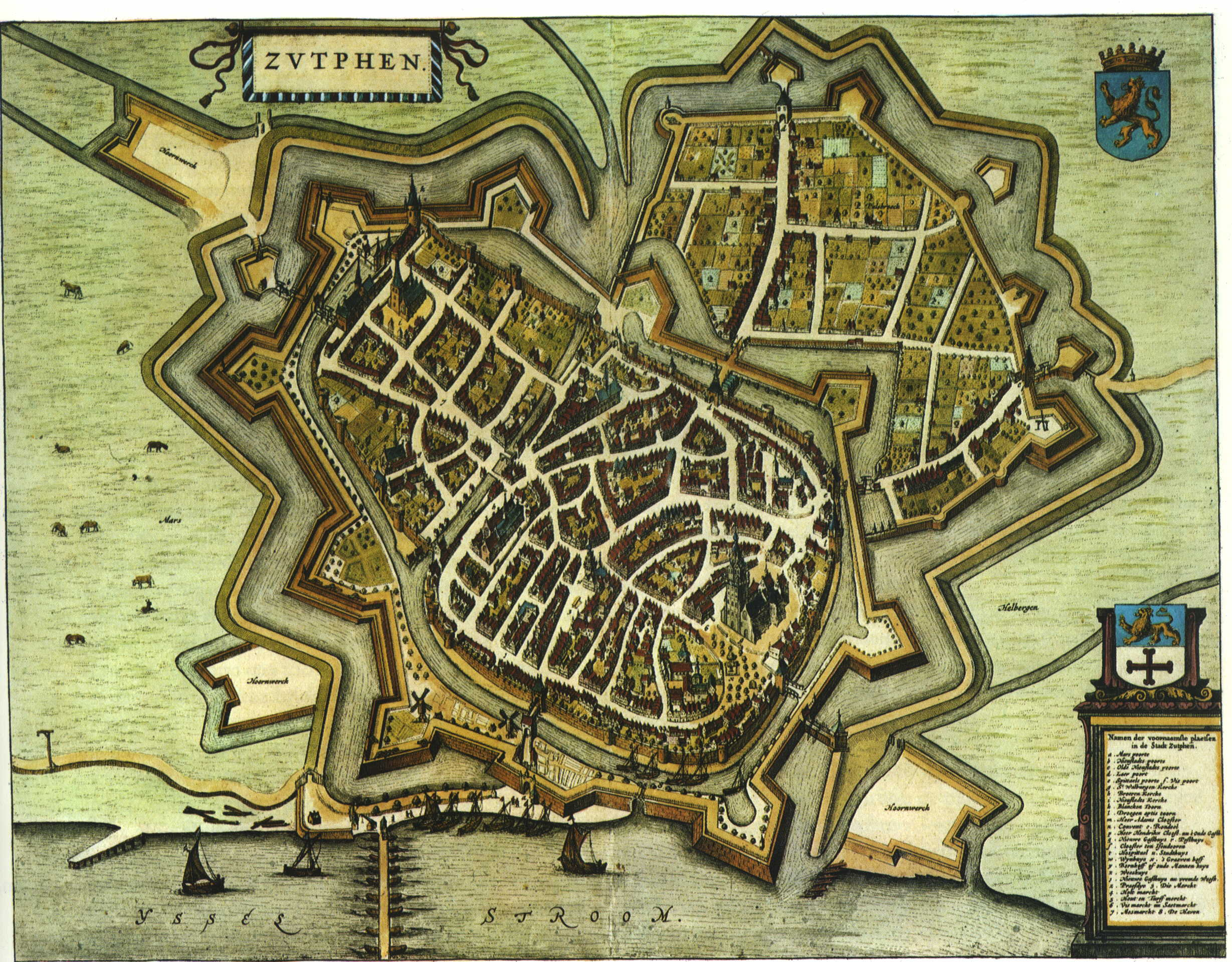
Zupthen, a régi városfallal

Zutphen  város és egyben a hasonnevű alapvető közigazgatási egység, község központja Hollandiában, Gelderland tartományban. A város önkormányzatát 2005-ben vonták össze Warnsvelddel. Lakosainak száma 47 423 fő (2019).

## Fekvése
Arnhemtől mintegy 30 km-rel északkeletre fekvő település.

## Története

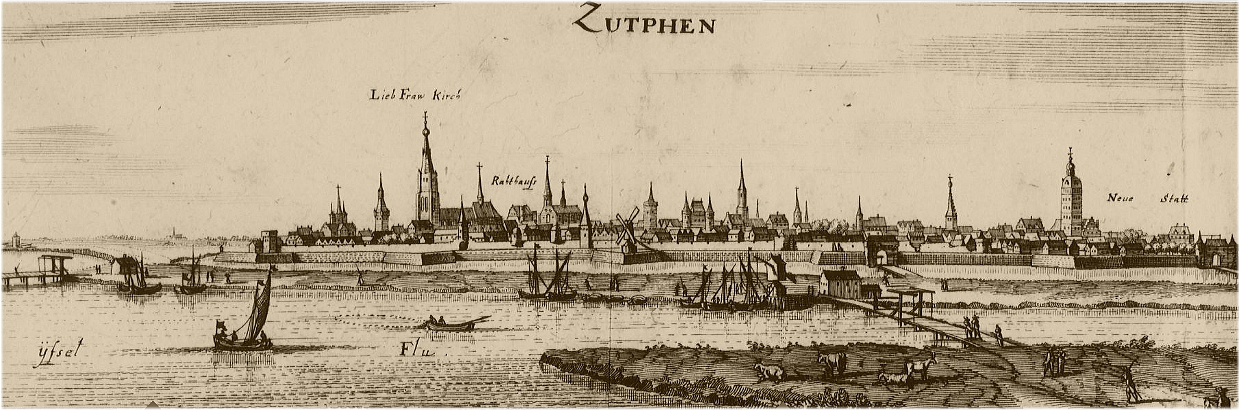
Zutphen 1654-ben

Az IJssel és Berkel folyók összefolyásánál épült települést egykor németek lakták. A várost 900-ban a Normannok feldúlták, majd ezt követően védelmi célból fallal vették körül a várost.
A 11. században Zuid-Veen néven említették az oklevelekben, ekkor több évig királyi lakhely volt.
Ebben az időben épült a jelenlegi Szent Valburga templom elődje is.
1190–1196 között városi jogot kapott a település, így az ország egyik legrégibb városának számít.
A város része volt a Hanza városoknak.
A falakkal körülvett, erődített város több ostromot is kiállt, különösen a Spanyolország ellen vívott holland szabadság küzdelem alatt. A leghíresebb küzdelem , az úgynevezett Zutpheni csata volt, mely 1586 szeptemberében itt játszódott le. Itt kapott halálos sebet Sir Philip Sidney híres angol költő is.
Zutphen régi központja szinte teljes egészében túlélte a második világháborút, csak a vasútállomás és környéke szenvedett károkat.
A város központjában több műemlék épület a 16. és a 17. században épült, néhány pedig még a 13. században, a régi városfalak is több helyen megmaradtak.

## Nevezetességek
Zutphen legnagyobb és legrégebbi temploma a Szent Valburga (Walpurga) templom, amely eredetileg a 12. században épült.
A gótikus, műemlék épületben többek között a 13. századból való gyertyatartót, szobrot és egy középkori könyvtárat őriznek, melynek könyvei közt néhány értékes kézirat és ősnyomtatvány is található.
A könyvtár egyike az Európában megmaradt 5 középkori könyvtárnak. (A másik 4 Angliában és Olaszországban van.)

## Háztartások száma
Zutphen háztartásainak száma az elmúlt években az alábbi módon változott:

## Itt születtek, itt éltek
- Itt született Robert Hans van Gulik (1910 – Hága, 1967) holland orientalista, sinológus, diplomata, zenész író.